# The Prey
Pour plus de détails, voir Fiche technique et Distribution.
The Prey est un film d'horreur américain réalisé par Edwin Brown et sorti en 1984.
C'est le dernier rôle de Jackie Coogan au cinéma.

## Synopsis
Dans une forêt, un couple se prépare un repas autour d'un feu de camp. La femme va faire un tour dans les bois lorsqu'elle entend son mari crier. Alors qu'elle retourne au campement où elle retrouve son mari décapité, elle est elle-même tuée. Plusieurs semaines plus tard, trois jeunes couples se promènent dans la même forêt.

## Fiche technique
- Réalisation : Edwin Brown
- Scénario : Edwin Brown, Summer Brown
- Photographie : Teru Hayashi, Gary Gero
- Musique : Don Peake
- Maquilleur : John Carl Buechler
- Montage : Michael Barnard
- Durée : 80 minutes
- Dates de sortie: 
  - États-Unis : 2 novembre 1984

## Distribution
- Jackie Coogan : Lester Tile
- Steve Bond : Joel
- Carel Struycken : The Monster
- Debbie Thureson : Nancy
- Lori Lethin : Bobbie
- Robert Wald : Skip
- Philip Wenckus : Greg
- Jackson Bostwick : Mark O'Brien
- Gayle Gannes : Gail
- Garry Goodrow : Sgt. Parsons
- Ted Hayden : Frank Sylvester
- Connie Hunter : Mary Sylvester